# Montana uvarovi
Montana uvarovi är en insektsart som beskrevs av Karabag 1950. Montana uvarovi ingår i släktet Montana och familjen vårtbitare. Inga underarter finns listade i Catalogue of Life.